# Xizicus rehni
Xizicus rehni är en insektsart som först beskrevs av Tinkham 1956.  Xizicus rehni ingår i släktet Xizicus och familjen vårtbitare. Inga underarter finns listade i Catalogue of Life.